# Bibliotheca Alexandrina
 Denne artikel omhandler det moderne bibliotek i Alexandria. For det antikke bibliotek i Alexandria, se Biblioteket i Alexandria.
Bibliotheca Alexandrina (arabisk: مكتبة الإسكندرية - Maktabat al-Iskandarīyah) er et moderne bibliotek og kulturcenter i Alexandria i Egypten.
Biblioteksbygningen ligger ud mod Middelhavet og blot omkring 100 meter fra dets antikke forgænger Biblioteket i Alexandria med det tilknyttede historiske forskningscenter Museion. Den arkitektoniske udformning af den nye biblioteksbygning med dens helt unikke arkitektur blev organiseret af Unesco og vundet af det norske arkitektfirma Snøhetta, i konkurrence med over 500 internationale bidrag. 
Opførelsen af biblioteket er finansieret i samarbejde mellem Egyptens regering og en række arabiske lande suppleret med en række internationale donationer, og de samlede omkostninger til opførelsen anslås til omkring 2 milliarder danske kr (i 2002-priser). 
Biblioteksbygningen og kulturcentret stod færdigt i 2002 og blev indviet den 23. april 2003. Bibliotekets i alt 85.000 m² rummer plads til omkring 2.000 besøgende forskere og studerende, hvortil der er etableret læsepladser på syv terrasser (etager) med et samlet arbejds- og studieområde på 20.000 m². Biblioteket har umiddelbart plads til omkring 4 millioner bøger og kapaciteten kan øges til omkring 8 millioner bøger. Dertil kommer omfattende samlinger af digitaliseret materiale i samarbejde med Internet Archive. 